# Eugénie Le Sommer

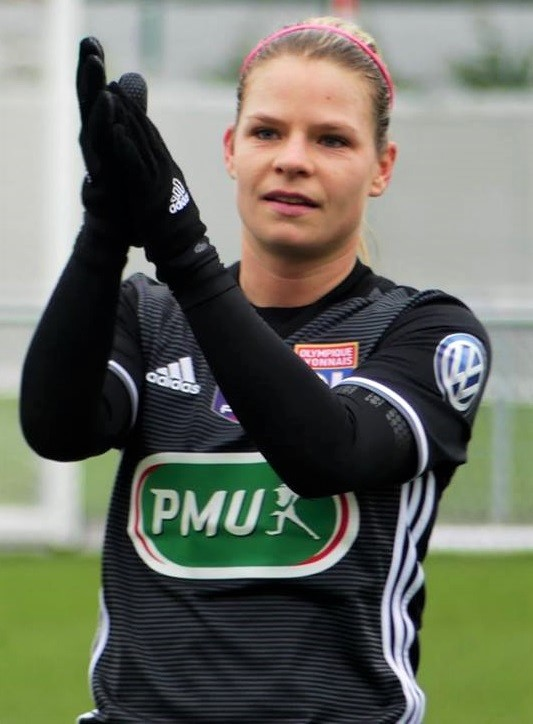
Eugénie Le Sommer (2018)

Eugénie Anne Claudine Le Sommer (* 18. Mai 1989 in Grasse), seit ihrer Eheschließung 2020 Eugénie Le Sommer-Dariel, ist eine französische Fußballspielerin. Die Stürmerin steht seit Sommer 2010 bei Olympique Lyon unter Vertrag und spielt für die französische Nationalmannschaft.

## Vereinskarriere
Eugénie Le Sommer blieb nur wenige Jahre in ihrer Geburtsregion an der Côte d’Azur, weil ihr Vater, ein in der Bretagne geborener Polizist, beruflich mehrfach versetzt wurde. Seit ihrem achten Lebensjahr spielte sie beim FC Trélissac, nach einem weiteren Umzug aus der Dordogne in die Bretagne ab 1998 für die AS Guermeur Lomener aus Ploemeur. 2004 wechselte sie zum FC Lorient. Von 2007 bis 2010 spielte sie für Stade Saint-Brieuc in der Division 1; bei den Briochins gewann sie in ihrer letzten dortigen Saison die Torjägerkrone der Liga. Nationale und internationale Meistertitel konnte sie allerdings erst nach ihrem Wechsel nach Lyon gewinnen: 2011 die französische Meisterschaft und die Champions League, beide Titel erneut 2012, dazu im selben Jahr auch noch den französischen Pokal. 2013, 2014 und 2015 folgten weitere Landesmeister- und Landespokaltitel. 2016, 2017, 2019 und 2020 gewann sie jeweils die Meisterschaft, den Landes- und den Europapokal. Sie ist eine von nur drei Spielerinnen, die die Champions League achtmal gewannen.
Außerdem wurde Eugénie Le Sommer vom Landesverband FFF als beste Spielerin der Saison 2009/10 sowie sechs Monate später von der Spielergewerkschaft mit einer Trophée UNFP als beste Spielerin des Jahres 2010 ausgezeichnet. 2015 hat die FIFA sie in ihre zehn Spielerinnen umfassende Vorauswahl aufgenommen, aus der am Ende des Jahres die Weltfußballerin ermittelt und mit dem Ballon d’Or ausgezeichnet wird.
Anfang 2021 verlängerte sie ihren Vertrag bei Lyon um zwei weitere Jahre, ließ sich im Mai dieses Jahres allerdings für sechs Monate an den amerikanischen „Schwesterverein“ OL Reign ausleihen. Nach ihrer Rückkehr zu Lyon war sie allerdings nicht mehr uneingeschränkt für die Startelf gesetzt, in der Trainerin Sonia Bompastor im Angriffszentrum zunehmend Catarina Macário und die nach langer Abwesenheit genesene Ada Hegerberg berücksichtigte.

## Nationalspielerin
Mit der französischen U-19-Auswahl nahm sie 2006 und 2007 an der Europameisterschaft teil und erreichte 2006 das Finale. 2008 erreichte sie mit der U-20-Auswahl den vierten Platz bei der Weltmeisterschaft.
Am 12. Februar 2009 debütierte Le Sommer bei einem Spiel gegen Irland in der französischen A-Nationalmannschaft. Sie nahm an der Europameisterschaft 2009 teil, stand auch im französischen Aufgebot für die WM 2011, bestritt in Deutschland alle sechs Spiele und beendete das Turnier mit den Bleues auf dem vierten Platz. Sie gehörte weiterhin zum französischen Olympiaaufgebot 2012 und bestritt bei diesem Turnier fünf Begegnungen der Bleues, allerdings nur eine in der Startformation. Ebenso berief Nationaltrainer Bruno Bini sie in das EM-Aufgebot 2013 und setzte sie in Schweden in sämtlichen vier Begegnungen ein. Anschließend wählte die UEFA Le Sommer in das All-Star-Team dieses Turniers. Auch Binis Nachfolger Philippe Bergeroo berücksichtigt Eugénie Le Sommer regelmäßig; dabei hat sie unter Bergeroo Marie-Laure Delie in der Sturmspitze verdrängt. Aufnahme in den internationalen 100er-Klub fand sie Anfang März 2015 anlässlich eines 4:1-Siegs gegen Dänemark beim Algarve-Cup 2015, zu dem sie selbst einen Treffer beisteuerte. Zudem wurde sie bei diesem Turnier als beste Spielerin ausgezeichnet.
Die Angriffsführerin gehörte auch zum Kader für die Weltmeisterschaft 2015, bei der Frankreich das Viertelfinale erreichte. Le Sommer stand in allen fünf Spielen in der Startelf und erzielte drei Tore. Ebenso stand sie im französischen Aufgebot für das olympische Fußballturnier 2016, 2017 im Europameisterschaftskader Frankreichs sowie 2019 im 23er-Aufgebot zur WM im eigenen Land.
In ihren bisher 183 Länderspielen erzielte Eugénie Le Sommer 92 Tore (Stand: 12. August 2023), womit sie inzwischen auch zu den weltweit erfolgreichsten Angreiferinnen zählt. Im September 2020 löste sie Marinette Pichon mit einem „Doppelpack“ gegen Nordmazedonien als Frankreichs beste Torjägerin aller Zeiten ab, nachdem sie seit Oktober 2019 im Nationaldress nicht mehr getroffen hatte. Einen Monat später gelangen ihr gegen denselben Gegner sogar vier Treffer. Die damalige französische Nationaltrainerin Corinne Diacre berücksichtigte Le Sommer zwei Jahre lang nicht mehr, so dass sie auch im Aufgebot für die Europameisterschaft 2022 fehlte. Diacres Nachfolger Hervé Renard berief sie für zwei Testspiele im April 2023 erstmals wieder in den französischen Kader.
Sie wurde für die WM-Endrunde 2023 in Australien und Neuseeland nominiert, in vier der fünf Spiele ihres Teams eingesetzt und schied mit der Mannschaft im Viertelfinale nach Elfmeterschießen gegen die Australierinnen aus. Sie erzielte drei Tore während des Turniers.

## Sonstige Funktionen
Im Oktober 2018 wurde Eugénie Le Sommer als erste Frau überhaupt in das Führungsgremium (Comité de Direction) der französischen Profifußballergewerkschaft UNFP gewählt. Zwei Jahre darauf stieg sie darin zur Generalsekretärin auf.

## Palmarès
- Champions-League-Siegerin: 2011, 2012, 2016, 2017, 2018, 2019, 2020, 2022
- Französische Meisterin: 2011, 2012, 2013, 2014, 2015, 2016, 2017, 2018, 2019, 2020, 2022, 2023,  2024
- Französische Pokalsiegerin: 2012, 2013, 2014, 2015, 2016, 2017, 2019, 2020, 2023
- Torschützenkönigin der Division 1: 2010, 2012, 2017
- Spielerin der Saison: 2009/10, 2014/15 (Trophée UNFP), 2009/10, 2016/17 (Challenge FFF de la meilleure joueuse)
- Wahl in das All-Star-Team der EM 2013
- Aufnahme in die Weltauswahl 2015[12]

## Nachweise und Anmerkungen
1. ↑  Le Sommer bei www.uefa.com
2. ↑  nach dem Artikel „Als Eugénie Le Sommers Papa sich nicht aus dem Stadion werfen ließ“ vom 31. Juli 2012 bei footdelles.com
3. ↑  siehe den Artikel „Eugénie Le Sommer, zurück auf bekanntem Boden“ vom 7. Februar 2015 bei footofeminin.fr
4. ↑  nach dem Artikel „Henry und Le Sommer vorausgewählt, Prêcheur und Benstiti bei den Trainern“ vom 19. Oktober 2015 bei footofeminin.fr
5. ↑  Artikel „Eugénie Le Sommer verlängert bei OL bis 2023“ vom 17. März 2021 bei lequipe.fr
6. ↑  siehe den Artikel „EUA vencem o torneio“ (Memento vom 2. April 2015 im Internet Archive) vom 11. März 2015 auf der Webseite des ausrichtenden portugiesischen Verbands
7. ↑  Nach „Eugénie Le Sommer auf dem Gipfel“ vom 22. September 2020 bei footofeminin.fr und Le Sommers Datenblatt bei fff.fr (siehe unter Weblinks). Im Artikel „Ein Erfolg im leichten Trab gegen Serbien“ vom 18. September 2020 bei footofeminin.fr wird ebenfalls auf ihre kurzzeitige „Tor-Blockade“ ([Le Sommer] …est de nouveau restée muette) hingewiesen.
8. ↑  Umstrittene Trainerin Diacre - Wie der «gezähmte Drache» Frankreich auf Kurs brachte. 27. Juli 2022, abgerufen am 7. April 2023.
9. ↑  Ergebnisse & Spielpläne. 12. August 2023, abgerufen am 12. August 2023.
10. ↑  Artikel „Eugénie Le Sommer als erste Frau in das Leitungskomitee der UNFP gewählt“ vom 13. Oktober 2018 bei footofeminin.fr
11. ↑  Artikel „UNFP: Eugénie Le Sommer wird Generalsekretärin“ vom 10. November 2020 bei footofeminin.fr
12. ↑  fr-online.de: „Anja Mittag und Celia Sasic in Fußball-Weltauswahl 2015“

| Personendaten    | Personendaten                    |
| ---------------- | -------------------------------- |
| NAME             | Le Sommer, Eugénie               |
| ALTERNATIVNAMEN  | Le Sommer, Eugénie Anne Claudine |
| KURZBESCHREIBUNG | französische Fußballspielerin    |
| GEBURTSDATUM     | 18. Mai 1989                     |
| GEBURTSORT       | Grasse                           |